# Megapariopsis opaca
Megapariopsis opaca är en tvåvingeart som först beskrevs av Daniel William Coquillett 1899.  Megapariopsis opaca ingår i släktet Megapariopsis och familjen parasitflugor. Inga underarter finns listade i Catalogue of Life.